# Daishō

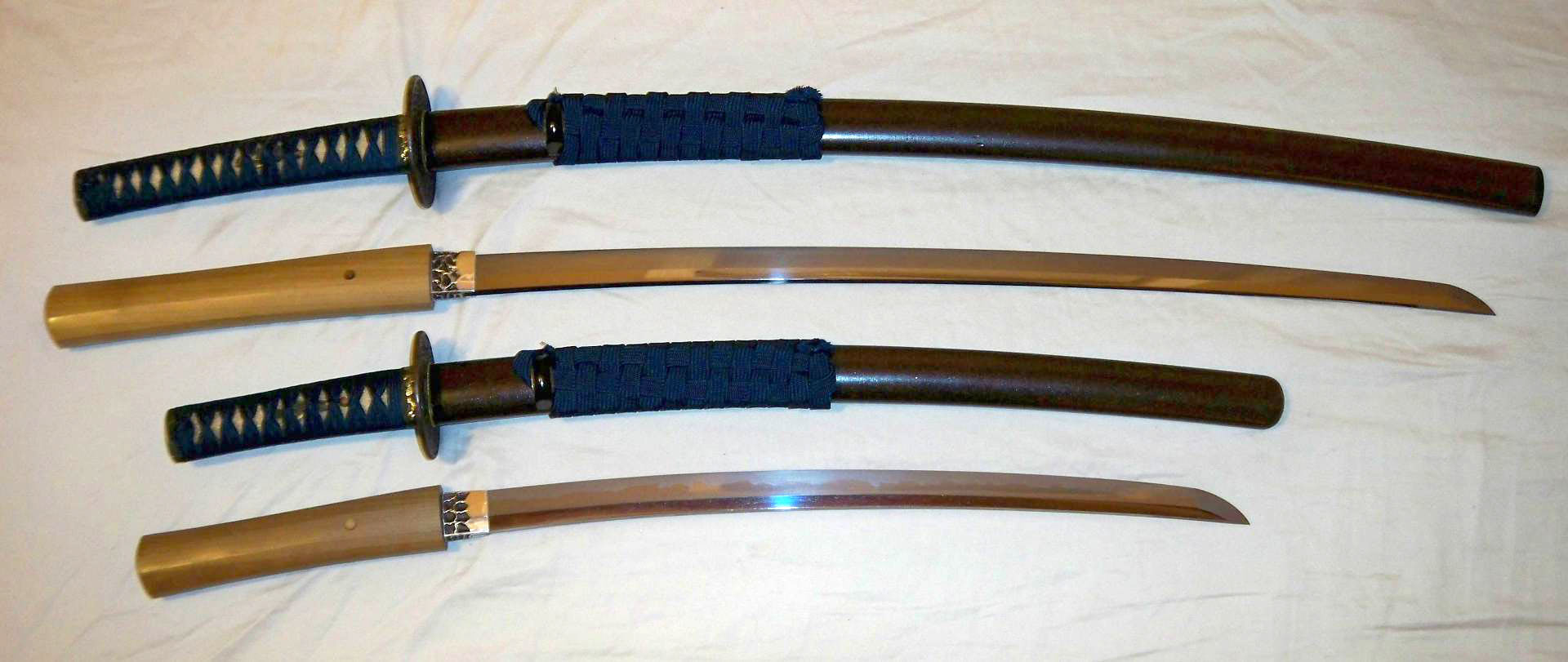
Japonês antigo (samurai) daisho, mostrando o conjunto correspondente de montagens (koshirae).

 O daishō (大小, daishō)—literalmente "grande-pequeno"—é um termo Japonês para um par combinado de espadas japonesas (nihonto) tradicionalmente feitas  para uso da classe dos samurais no Japão feudal.

## Galeria

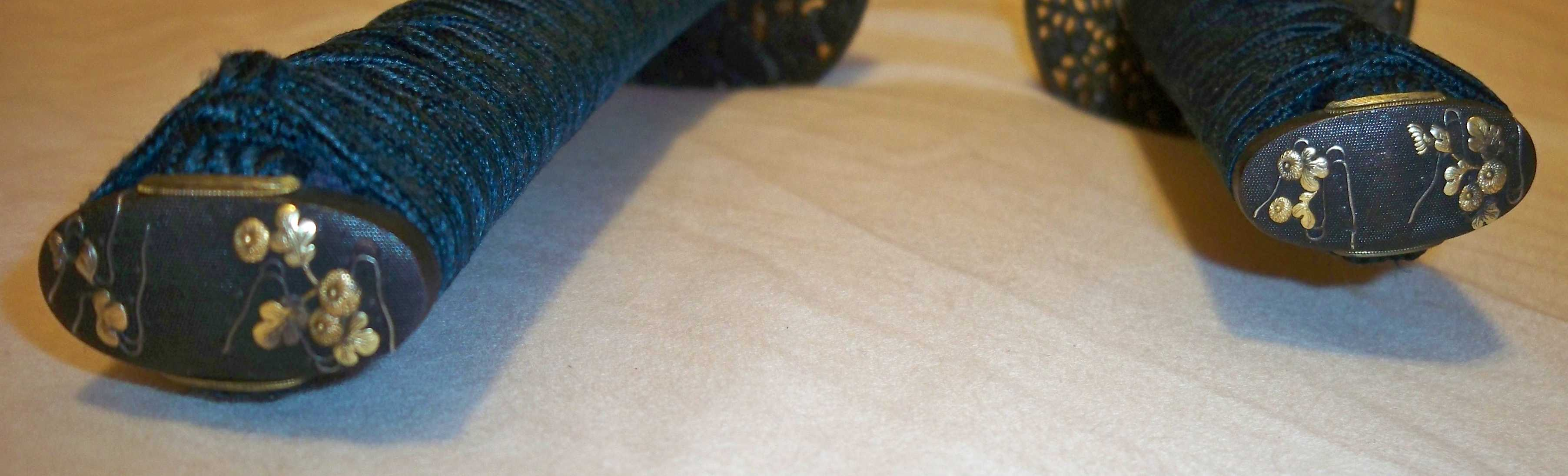
Daisho kashira
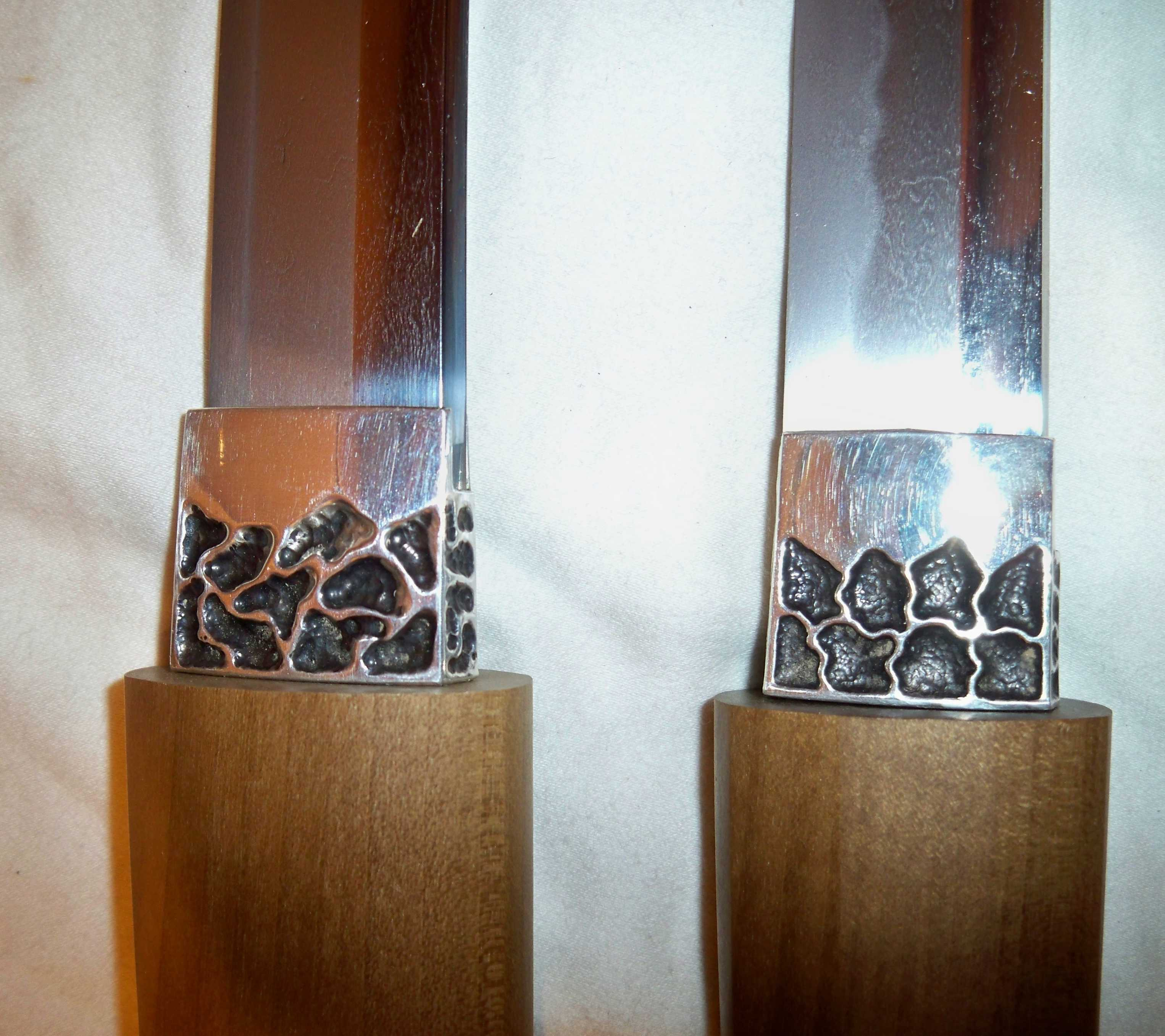
Daisho habaki (Colar em forma de cunha)
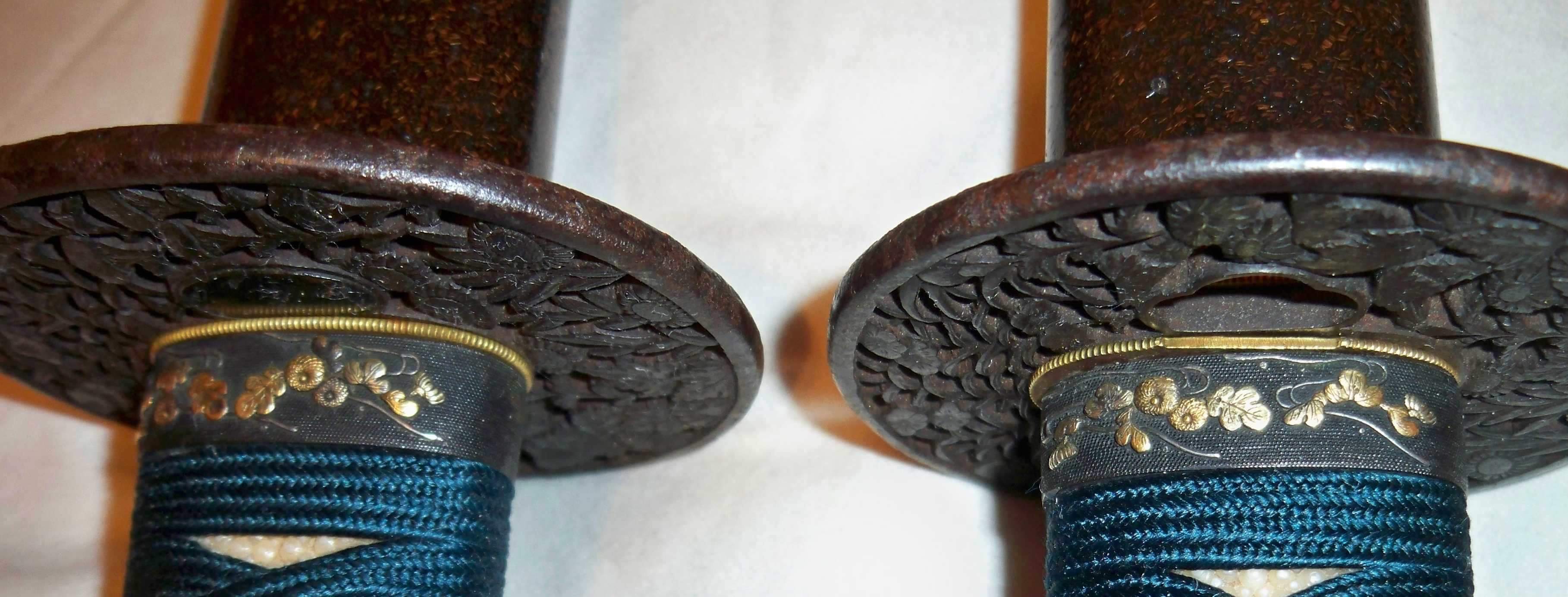
Daisho tsuba e fuchi (Guarda mão e colarinho)
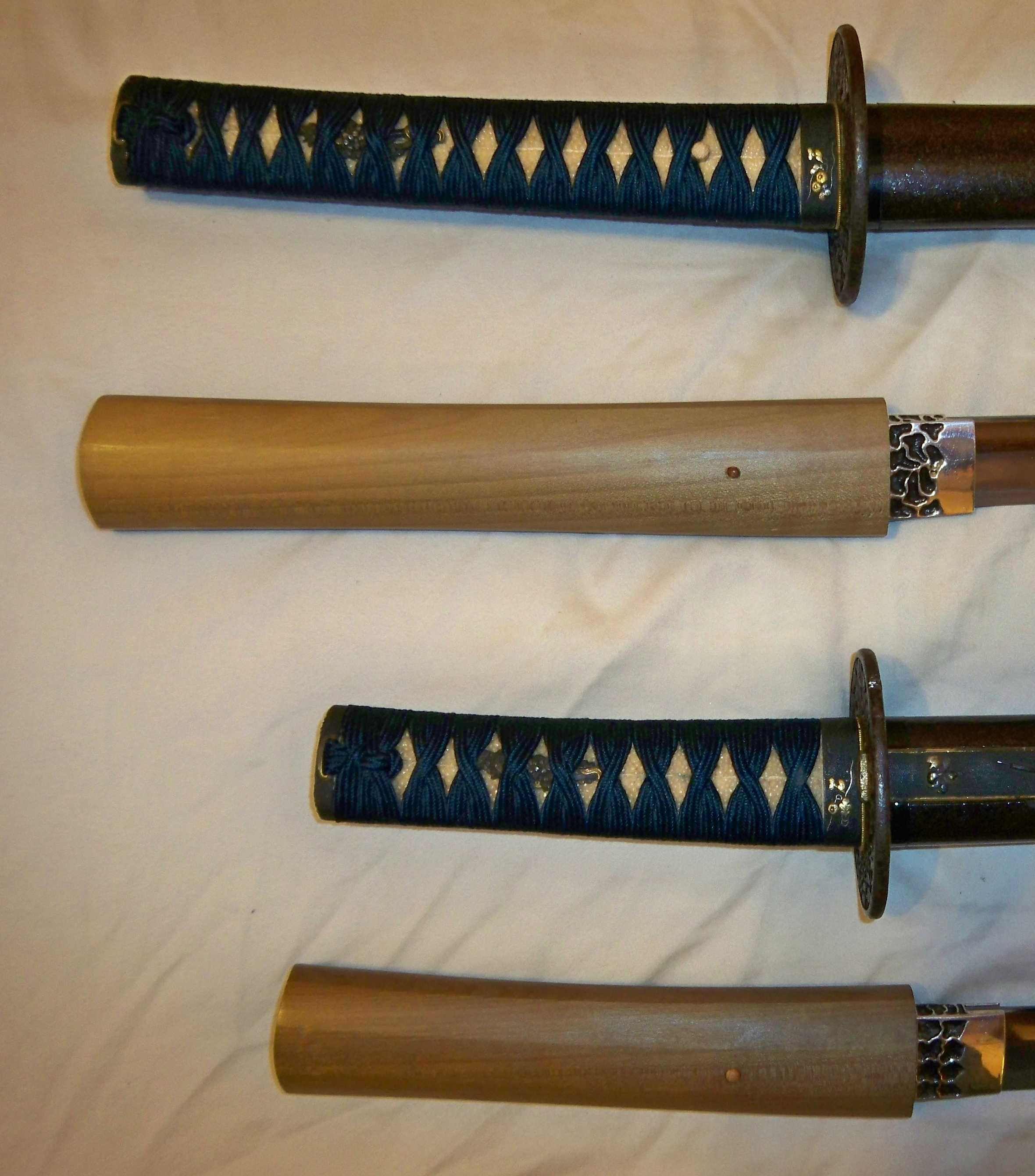
Daisho tsuka
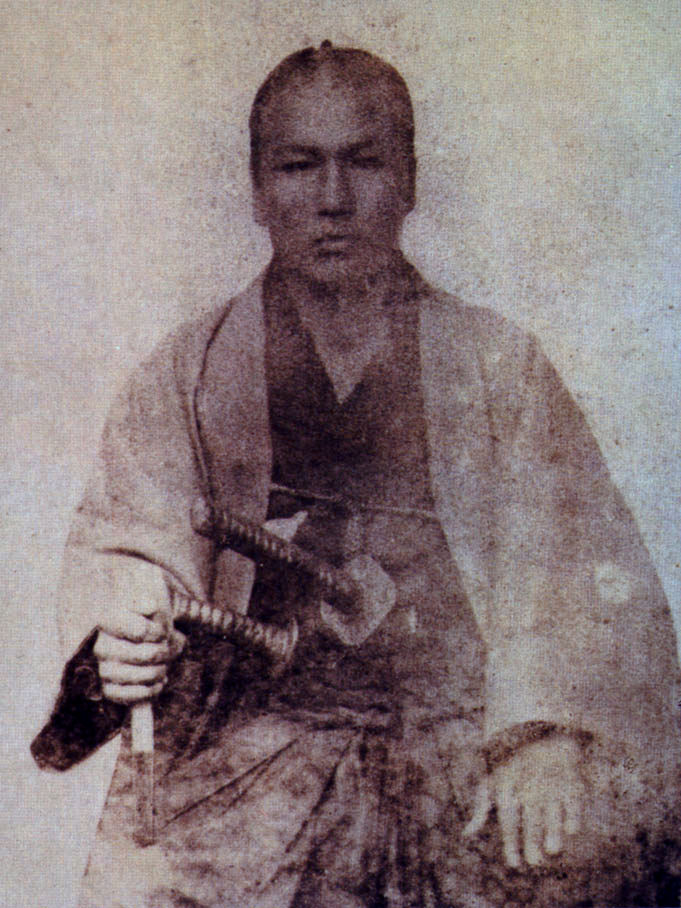
Um samurai do século 19 vestindo seu daisho
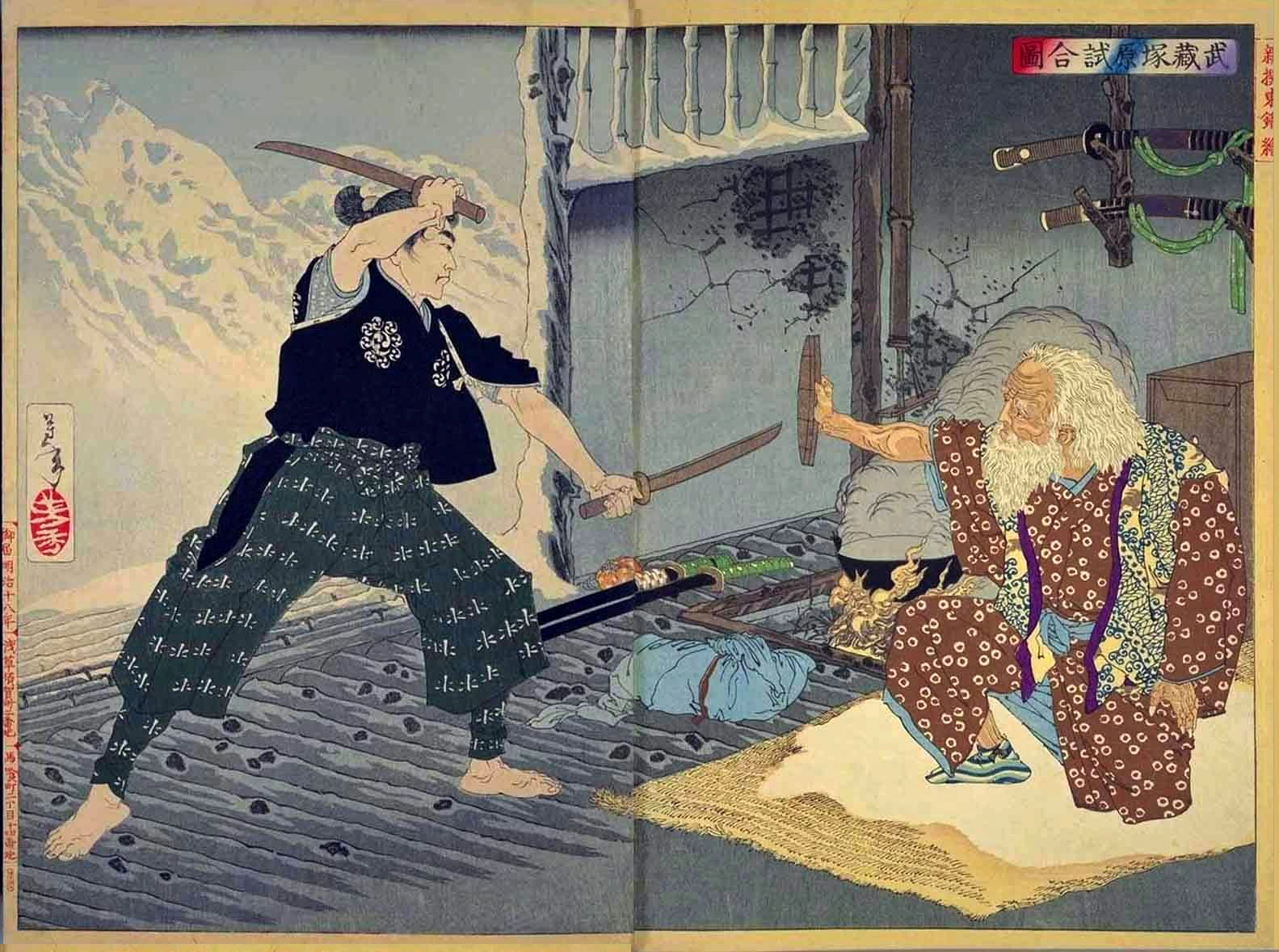
Uma arteque descreve o encontro fictício entre os espadachins Miyamoto Musashi e Tsukahara Bokuden, o primeiro usando as duas espadas no estilo Niten ichi-ryū.